# Hybridtörel
Hybridtörel, Euphorbia × pseudoesula, är en hybrid mellan vargtörel, E. esula, och vårtörel, E. cyparissias. Den beskrevs som art av Philipp Johann Ferdinand Schur 1853: Euphorbia pseudoesula.